# Осло-фіорд
Осло-фіорд (норв. Oslofjorden) — фіорд у південно-східній частині Норвегії, що простирається на 102 кілометри від данських проток на півдні до столиці країни, Осло, на півночі. Вихід із фіорда обрамляють 2 маяки, Torbjørnskjær на сході і Færder на заході. Затока ділиться вузькою протокою Дребак (Drøbaksundet) на внутрішню (indre) і зовнішню (ytre). На узбережжі Осло-Фіорду живуть 1,7 мільйона чоловік.
Незважаючи на назву, Осло-фіорд не є фіордом у геологічному сенсі слова. У першому тисячолітті нашої ери його називали Вікен (затока); етимологія нинішньої назви невідома.
На березі затоки відомий художник Едвард Мунк знімав котедж і студію; Осло-фіорд можна побачити в кількох його картинах, у тому числі і в найвідомішій, «Крик».
9 квітня 1940, у перший день операції «Навчання на Везері» фіорд став ареною битви між норвезькими гарнізонними військами і німецькою десантною групою. Комендант фортеці Оскарсборг, полковник Еріксен, наказав обстріляти з 280-міліметрових гармат важкий крейсер «Блюхер», коли той виходив у внутрішній фіорд з протоки Дребак. Крейсер швидко затонув, а інші німецькі кораблі відступили в зовнішню затоку. Це уможливило норвезький королівський сім'ї та парламенту евакуюватися й створити уряд у вигнанні під час Другої світової війни.